# Molgula plana
Molgula plana är en sjöpungsart som beskrevs av Monniot 1971. Molgula plana ingår i släktet Molgula och familjen kulsjöpungar. Inga underarter finns listade i Catalogue of Life.